# Кандидат смрти
„Кандидат смрти“ је југословенски филм из 1963. године. Режирао га је Марио Фанели, а сценарио су писали Мирослав Крлежа и Иво Штивичић

## Улоге
| Глумац            | Улога |
| ----------------- | ----- |
| Борис Бузанчић    |       |
| Јожа Грегорин     |       |
| Јован Личина      |       |
| Хермина Пипинић   |       |
| Божидар Смиљанић  |       |
| Фабијан Шоваговић |       |